# Henri Marquis
Henri Marquis est un homme politique français né le 22 septembre 1834 à Thiaucourt (Meurthe) et décédé le 4 mars 1906 à Paris.

## Biographie
Né de propriétaire d'un vignoble, il devient avocat à Paris. Il commence sa carrière politique par un mandat de conseiller municipal dans sa ville natale puis en devient maire avant d'être élu conseiller général du canton de Thiaucourt en 1873 dont il devient vice-président. Après une élection partielle, il est sénateur de Meurthe-et-Moselle de 1883 à 1906, inscrit au groupe de la Gauche républicaine qu'il présida pendant quelque temps. Il est pendant de nombreuses années rapporteur du budget du ministère de la Guerre, et fut président de la commission de la comptabilité.

## Sources
- « Henri Marquis », dans Adolphe Robert et Gaston Cougny, Dictionnaire des parlementaires français, Edgar Bourloton, 1889-1891 [détail de l’édition]
- Jean Jolly (dir.), Dictionnaire des parlementaires français, Presses universitaires de France
- Dir. Jean El Gammal, François Roth et Jean-Claude Delbreil, Dictionnaire des Parlementaires lorrains de la Troisième République, Metz, Serpenoise, 2006 (ISBN 2-87692-620-2, OCLC 85885906, lire en ligne), p. 172